# Yzosse
Ne doit pas être confondu avec Ysos
Yzosse est une commune du Sud-Ouest de la France, située dans le département des Landes (région Nouvelle-Aquitaine).

## Géographie

### Communes limitrophes
Les communes limitrophes sont Candresse, Dax, Narrosse, Saint-Paul-lès-Dax et Saint-Vincent-de-Paul.
| Saint-Paul-lès-Dax | Saint-Vincent-de-Paul |           |
| Dax                | Yzosse                | Candresse |
|                    | Narrosse              |           |

### Climat
Pour des articles plus généraux, voir Climat de la Nouvelle-Aquitaine et Climat des Landes.
Historiquement, la commune est exposée à un climat océanique aquitain.  
En 2020, Météo-France publie une typologie des climats de la France métropolitaine dans laquelle la commune est exposée à un climat océanique et est dans la région climatique  Littoral charentais et aquitain, caractérisée par une pluviométrie élevée en automne et en hiver, un bon ensoleillement, des hiver doux (6,5 °C), soumis à la brise de mer.
Pour la période 1971-2000, la température annuelle moyenne est de 13,8 °C, avec une amplitude thermique annuelle de 14 °C. Le cumul annuel moyen de précipitations est de 1 245 mm, avec 12,6 jours de précipitations en janvier et 7,8 jours en juillet. Pour la période 1991-2020, la température moyenne annuelle observée sur la station météorologique la plus proche, située sur la commune de Dax à 4 km à vol d'oiseau, est de 14,5 °C et le cumul annuel moyen de précipitations est de 1 155,2 mm,. Pour l'avenir, les paramètres climatiques de la commune estimés pour 2050 selon différents scénarios d’émission de gaz à effet de serre sont consultables sur un site dédié publié par Météo-France en novembre 2022.

## Urbanisme

### Typologie
Au 1er janvier 2024, Yzosse est catégorisée commune rurale à habitat dispersé, selon la nouvelle grille communale de densité à sept niveaux définie par l'Insee en 2022.
Elle appartient à l'unité urbaine de Dax, une agglomération intra-départementale regroupant treize  communes, dont elle est une commune de la banlieue,,. Par ailleurs la commune fait partie de l'aire d'attraction de Dax, dont elle est une commune de la couronne,. Cette aire, qui regroupe 60 communes, est catégorisée dans les aires de 50 000 à moins de 200 000 habitants,.

### Occupation des sols

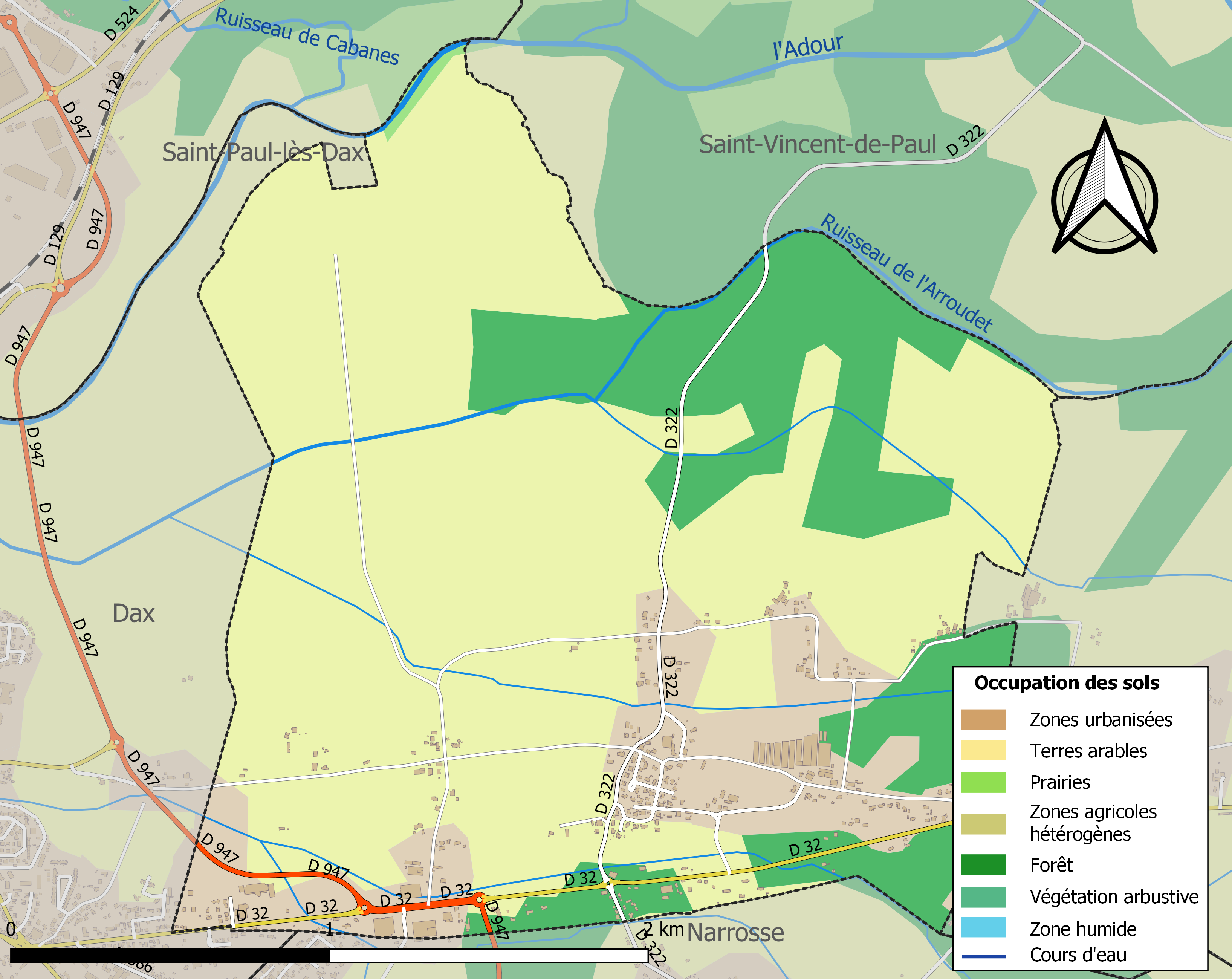
Carte des infrastructures et de l'occupation des sols de la commune en 2018 (CLC).

L'occupation des sols de la commune, telle qu'elle ressort de la base de données européenne d’occupation biophysique des sols Corine Land Cover (CLC), est marquée par l'importance des territoires agricoles (65,4 % en 2018), en diminution par rapport à 1990 (66,7 %). La répartition détaillée en 2018 est la suivante : terres arables (65,1 %), forêts (20,1 %), zones urbanisées (14,5 %), prairies (0,3 %). L'évolution de l’occupation des sols de la commune et de ses infrastructures peut être observée sur les différentes représentations cartographiques du territoire : la carte de Cassini (XVIIIe siècle), la carte d'état-major (1820-1866) et les cartes ou photos aériennes de l'IGN pour la période actuelle (1950 à aujourd'hui).

### Risques majeurs
Le territoire de la commune d'Yzosse est vulnérable à différents aléas naturels : météorologiques (tempête, orage, neige, grand froid, canicule ou sécheresse), inondations, mouvements de terrains et séisme (sismicité faible). Un site publié par le BRGM permet d'évaluer simplement et rapidement les risques d'un bien localisé soit par son adresse soit par le numéro de sa parcelle.
La commune fait partie du territoire à risques importants d'inondation (TRI) de Dax, regroupant 13 communes concernées par un risque de débordement de l'Adour et du Luy, un des 18 TRI qui ont été arrêtés fin 2012 sur le bassin Adour-Garonne. Les événements significatifs antérieurs à 2014 sont les crues de l'Adour de 1770, 1879, 1952, 1981 et 2014. La crue du 6 avril 1770 est la plus forte crue enregistrée. La crue de février 1952 constitue quant à elle la crue de référence sur de nombreux secteurs du bassin de l’Adour. Des cartes des surfaces inondables ont été établies pour trois scénarios : fréquent (crue de temps de retour de 10 ans à 30 ans), moyen (temps de retour de 100 ans à 300 ans) et extrême (temps de retour de l'ordre de 1 000 ans, qui met en défaut tout système de protection). La commune a été reconnue en état de catastrophe naturelle au titre des dommages causés par les inondations et coulées de boue survenues en 1999, 2009, 2014, 2020 et 2021,.
Les mouvements de terrains susceptibles de se produire sur la commune sont des tassements différentiels.

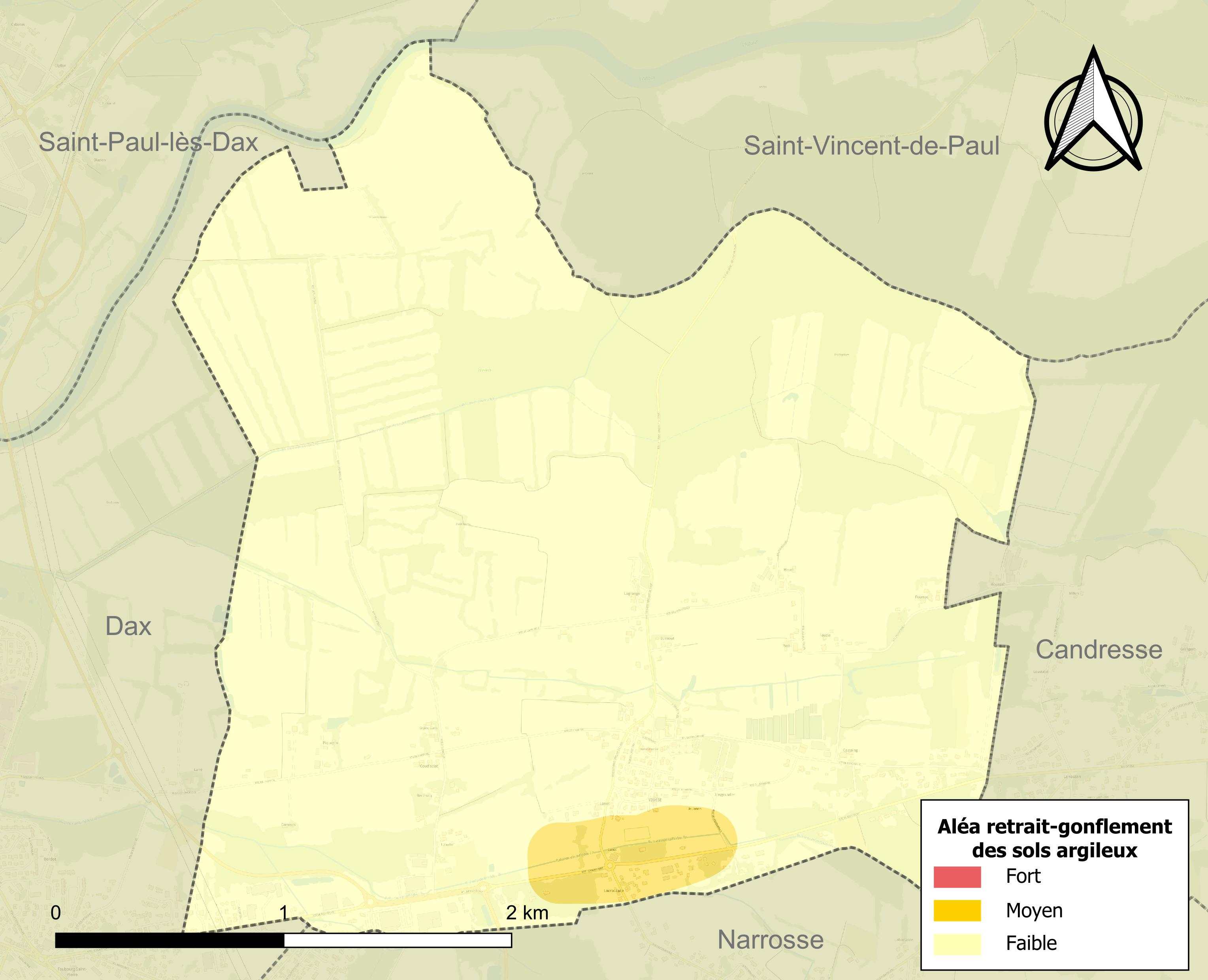
Carte des zones d'aléa retrait-gonflement des sols argileux d'Yzosse.

Le retrait-gonflement des sols argileux est susceptible d'engendrer des dommages importants aux bâtiments en cas d’alternance de périodes de sécheresse et de pluie. 3 % de la superficie communale est en aléa moyen ou fort (19,2 % au niveau départemental et 48,5 % au niveau national). Sur les 161 bâtiments dénombrés sur la commune en 2019,  19 sont en aléa moyen ou fort, soit 12 %, à comparer aux 17 % au niveau départemental et 54 % au niveau national. Une cartographie de l'exposition du territoire national au retrait gonflement des sols argileux est disponible sur le site du BRGM,.
Concernant les mouvements de terrains, la commune a été reconnue en état de catastrophe naturelle au titre des dommages causés par des mouvements de terrain en 1999.

## Politique et administration

### Liste des maires
| Période                                  | Période  | Identité           | Étiquette | Qualité           |
| ---------------------------------------- | -------- | ------------------ | --------- | ----------------- |
| 1989                                     | 2014     | Jean-Pierre Bidau  |           | Gérant de société |
| mars 2014                                | En cours | Thierry Bourdillas |           | Chargé d'affaires |
| Les données manquantes sont à compléter. |          |                    |           |                   |

### Tendances politiques et résultats
Le résultat de l'élection présidentielle de 2012 dans cette commune est le suivant :
| Candidat       | Candidat                    | Premier tour | Premier tour | Second tour | Second tour |
| Candidat       | Candidat                    | Voix         | %            | Voix        | %           |
| -------------- | --------------------------- | ------------ | ------------ | ----------- | ----------- |
|                | Eva Joly (EÉLV)             | 2            | 0,73         |             |             |
|                | Marine Le Pen (FN)          | 36           | 13,09        |             |             |
|                | Nicolas Sarkozy (UMP)       | 64           | 23,27        | 107         | 39,78       |
|                | Jean-Luc Mélenchon (FG)     | 22           | 8,00         |             |             |
|                | Philippe Poutou (NPA)       | 4            | 1,45         |             |             |
|                | Nathalie Arthaud (LO)       | 1            | 0,36         |             |             |
|                | Jacques Cheminade (SP)      | 0            | 0,00         |             |             |
|                | François Bayrou (MoDem)     | 34           | 12,36        |             |             |
|                | Nicolas Dupont-Aignan (DLR) | 4            | 1,45         |             |             |
|                | François Hollande (PS)      | 108          | 39,27        | 162         | 60,22       |
|                |                             |              |              |             |             |
| Inscrits       | Inscrits                    | 336          | 100,00       | 336         | 100,00      |
| Abstentions    | Abstentions                 | 54           | 16,07        | 52          | 15,48       |
| Votants        | Votants                     | 282          | 83,93        | 284         | 84,52       |
| Blancs et nuls | Blancs et nuls              | 7            | 2,48         | 15          | 5,28        |
| Exprimés       | Exprimés                    | 275          | 97,52        | 269         | 94,72       |

Le résultat de l'élection présidentielle de 2017 dans cette commune est le suivant :
| Candidat    | Candidat                    | Premier tour | Premier tour | Deuxième tour | Deuxième tour |  |
| Candidat    | Candidat                    | %            | Voix         | %             | Voix          |  |
| ----------- | --------------------------- | ------------ | ------------ | ------------- | ------------- |  |
|             | Nicolas Dupont-Aignan (DLF) | 5,08         | 13           |               |               |  |
|             | Marine Le Pen (FN)          | 14,84        | 38           | 29,00         | 67            |  |
|             | Emmanuel Macron (EM)        | 25,78        | 66           | 71,00         | 164           |  |
|             | Benoît Hamon (PS)           | 9,38         | 24           |               |               |  |
|             | Nathalie Arthaud (LO)       | 0,39         | 1            |               |               |  |
|             | Philippe Poutou (NPA)       | 0,39         | 1            |               |               |  |
|             | Jacques Cheminade (SP)      | 0,00         | 0            |               |               |  |
|             | Jean Lassalle (RES)         | 5,86         | 15           |               |               |  |
|             | Jean-Luc Mélenchon (LFI)    | 19,14        | 49           |               |               |  |
|             | François Asselineau (UPR)   | 0,78         | 2            |               |               |  |
|             | François Fillon (LR)        | 18,36        | 47           |               |               |  |
|             |                             |              |              |               |               |  |
| Inscrits    | Inscrits                    | 319          | 100,00       | 319           | 100,00        |  |
| Abstentions | Abstentions                 | 53           | 16,61        | 54            | 16,93         |  |
| Votants     | Votants                     | 266          | 83,39        | 265           | 83,07         |  |
| Blancs      | Blancs                      | 7            | 2,63         | 17            | 6,42          |  |
| Nuls        | Nuls                        | 3            | 1,13         | 17            | 6,42          |  |
| Exprimés    | Exprimés                    | 256          | 96,24        | 231           | 87,17         |  |

## Démographie
L'évolution du nombre d'habitants est connue à travers les recensements de la population effectués dans la commune depuis 1793. Pour les communes de moins de 10 000 habitants, une enquête de recensement portant sur toute la population est réalisée tous les cinq ans, les populations de référence des années intermédiaires étant quant à elles estimées par interpolation ou extrapolation. Pour la commune, le premier recensement exhaustif entrant dans le cadre du nouveau dispositif a été réalisé en 2004.

En 2022, la commune comptait 384 habitants, en évolution de +6,67 % par rapport à 2016 (Landes : +5,78 %, France hors Mayotte : +2,11 %).
| 1793 | 1800 | 1806 | 1821 | 1831 | 1836 | 1841 | 1846 | 1851 |
| ---- | ---- | ---- | ---- | ---- | ---- | ---- | ---- | ---- |
| 159  | 169  | 159  | 203  | 228  | 233  | 238  | 277  | 290  |

| 1856 | 1861 | 1866 | 1872 | 1876 | 1881 | 1886 | 1891 | 1896 |
| ---- | ---- | ---- | ---- | ---- | ---- | ---- | ---- | ---- |
| 282  | 271  | 291  | 286  | 276  | 311  | 293  | 302  | 285  |

| 1901 | 1906 | 1911 | 1921 | 1926 | 1931 | 1936 | 1946 | 1954 |
| ---- | ---- | ---- | ---- | ---- | ---- | ---- | ---- | ---- |
| 297  | 298  | 281  | 247  | 253  | 244  | 247  | 242  | 250  |

| 1962 | 1968 | 1975 | 1982 | 1990 | 1999 | 2004 | 2006 | 2009 |
| ---- | ---- | ---- | ---- | ---- | ---- | ---- | ---- | ---- |
| 301  | 298  | 291  | 333  | 312  | 430  | 404  | 389  | 425  |

| 2014 | 2019 | 2022 | - | - | - | - | - | - |
| ---- | ---- | ---- | - | - | - | - | - | - |
| 374  | 381  | 384  | - | - | - | - | - | - |

## Lieux et monuments
- Église Saint-Pierre d'Yzosse.